# Retiarius

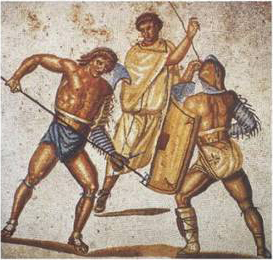
Een retiarius steekt een secutor.

Een retiarius is een Romeins gladiator. Het woord betekent zoiets als "nettenman" (van het Latijnse rete, 'net').
De retiarius vocht altijd zonder helm. Hij gebruikte een net om zijn tegenstander uit evenwicht te brengen (dit is mogelijk dankzij zware gewichten die aan zijn net hangen) en hem daarmee als het ware te "vangen". Verder had hij een grote drietand (tridens) en vaak een dolk.
Op de schouder bij de bovenarm aan de zijde waar hij zijn drietand voert, draagt hij een grote opstaande beschermplaat (galerus).